# مارك سوليفان (كاتب)
مارك سوليفان (بالإنجليزية: Mark Sullivan)‏ هو كاتب أمريكي، ولد في 10 سبتمبر 1874 في أفونديل في الولايات المتحدة، وتوفي في 13 أغسطس 1952.